# 龙角山水库
龙角山水库，位于中国山东省乳山市西北部，乳山河中游，因坝址位于育黎镇龙角山村北而得名，建于1959～1960年，集水面积277平方公里，总库容1.05亿立方米。大坝为粘土心墙砂壳坝，全长721米，最大坝高为23米。水库设计灌溉面积7567公顷，有效灌溉面积2087公顷。龙角山水库现为乳山市城区供水水源地。